# 李鈞 (嘉慶進士)
李鈞（？年—1859年4月23日），直隸河間縣人（住阜春門白獅子街），嘉慶丙子科舉人，丁丑科進士，由翰林院編修存升陝西按察使司按察使。
累迁太常寺卿、内阁学士、刑部右侍郎。咸丰五年（1855年）五月，以李钧为东河总督。咸丰七年（1857年）正月，李钧接办河防。太平军进军皖北，派遣河防兵前往阻击。次年调曹单河防勇镇压捻军。咸丰九年（1859年）三月廿一辛卯，李钧卒，以黄赞汤为东河河道总督。

## 延伸閱讀
[在维基数据编辑]
 在维基共享资源阅览影像